# Афгани, Джамиля
Джамиля Афгани (род. 1976) — афганская феминистка, миротворец и активистка по правам женщин и образованию, лауреат премии «Аврора» – 2022. Она является председателем организации по наращиванию потенциала и развития Нур и исполнительным членом головной организации «Сеть афганских женщин» (англ. Afghan Women's Network, AWN).
В 2022 году Джамиля Афгани была удостоена седьмой ежегодной премии «Аврора».

## Биография
В детстве Джамиля Афгани была очень слабым ребёнком и перенесла полиомиелит, из-за осложнений которого до конца жизни была вынуждена использовать костыли. В 14 лет, во время Афганской войны, получила выстрел в голову, после чего многие годы пролежала в постели.
Афгани покинула Кабул во время Гражданской войны в Афганистане. Её семья бежала в Пакистан, Пешавар. После успешного окончания местного университета, Джамиля устроилась социальным работником в лагеря афганских беженцев в Пакистане. Помимо основной деятельности, она начала изучать арабский язык и преподавала уроки Корана для женщин, которые не умели читать и писать, впоследствии став хафизом.
После падения Талибана, Джамиля Афгани вернулась в Афганистан, где основала организацию по наращиванию потенциала и развития Нур (NECDO), которая и по сегодняшний день помогает бороться с неграмотностью женщин-мусульманок.
Система центра Нур направлена на ускоренное изучение грамотности, английского языка, экономики, прав человека и вопросов гендерного неравенства, базирующегося на канонах ислама — «Общее у нас было то, что есть у всех мусульман: Коран и Хадис.»
Несмотря на то, что при создании центра, у Афгани возникли проблемы с имамами, которые настаивали на том, что женщина не должна получать полноценного образования, она смогла доказать, что в Коране нет ни одного упоминания об этом.
В 2009 году, совместно с общественной организацией Женской исламской инициативой духовности и равенства, она разработала «тренинги для имамов с учётом гендерных особенностей», начав с обучения 25 человек, дойдя до 6000 на 2015 год. В своих пятничных проповедях, имамы впервые заговорили об уважении к женщинам и возможности их обучения.
Джамиля Афгани бросила вызов традициям, считая, что люди часто не могут отличить положение религии от древнейших культурных традиций и политики.
По сей день она выступает за мирное толкование ислама и активно поддерживает права женщин, инвалидов и бездомных.
В 2008 году она награждена премией Таненбаума за миротворческую миссию. В 2017 была номинирована на гуманитарной награду Аврора. В 2021 году Джамиля Афгани была повторно номинирована и стала лауреатом премии «Аврора» – 2022.
В 2022 году стала лауреатом премии фонда памяти Анны Линд.